# لیپی (ناحیه چسکه بودیوویتسه)
لیپی (به چکی: Lipí) یک منطقهٔ مسکونی در جمهوری چک است که در شهرستان چسکه بودیوویتسه واقع شده‌است. لیپی ۷٫۸۰ کیلومتر مربع مساحت و ۵۶۳ نفر جمعیت دارد و ۴۴۰ متر بالاتر از سطح دریا واقع شده‌است.